# Александр Этолийский
Александр Этолийский (др.-греч. Ἀλέξανδρος ὁ Αἰτωλός, лат. Alexander Aetolus, расцвет творческой деятельности ок. 280 до н. э.) — древнегреческий поэт, единственный известный представитель этолийской поэзии. Один из семи поэтов так называемой Александрийской плеяды. Сочинения Александра сохранились фрагментарно.

## Очерк биографии и творчества
Родился в этолийском городе Плеврон (его раскопки около нынешнего города Мессолонги). Большую часть жизнь провёл в Александрии при дворе Птолемея II Филадельфа. По поручению последнего работал в Александрийской библиотеке над изданием сохранившихся старинных трагедией и сатирических пьес. В 270-е гг. (совместно с поэтами Антагором Родосским и Аратом из Сол) работал в Македонии при дворе Антигона II Гоната.
Александр Этолийский более всего был известен как автор трагедий, хотя помимо того писал в самых различных жанрах эпической и лирической поэзии, вплоть до эпиграмм. Сохранились фрагменты его элегий, Ионических стихов (Ἰωνικὰ ποιήματα), поэмы о гармонии сфер (опубликованы у Теона Смирнского) и др.